# St. Petrus (Augsburg-Lechhausen)

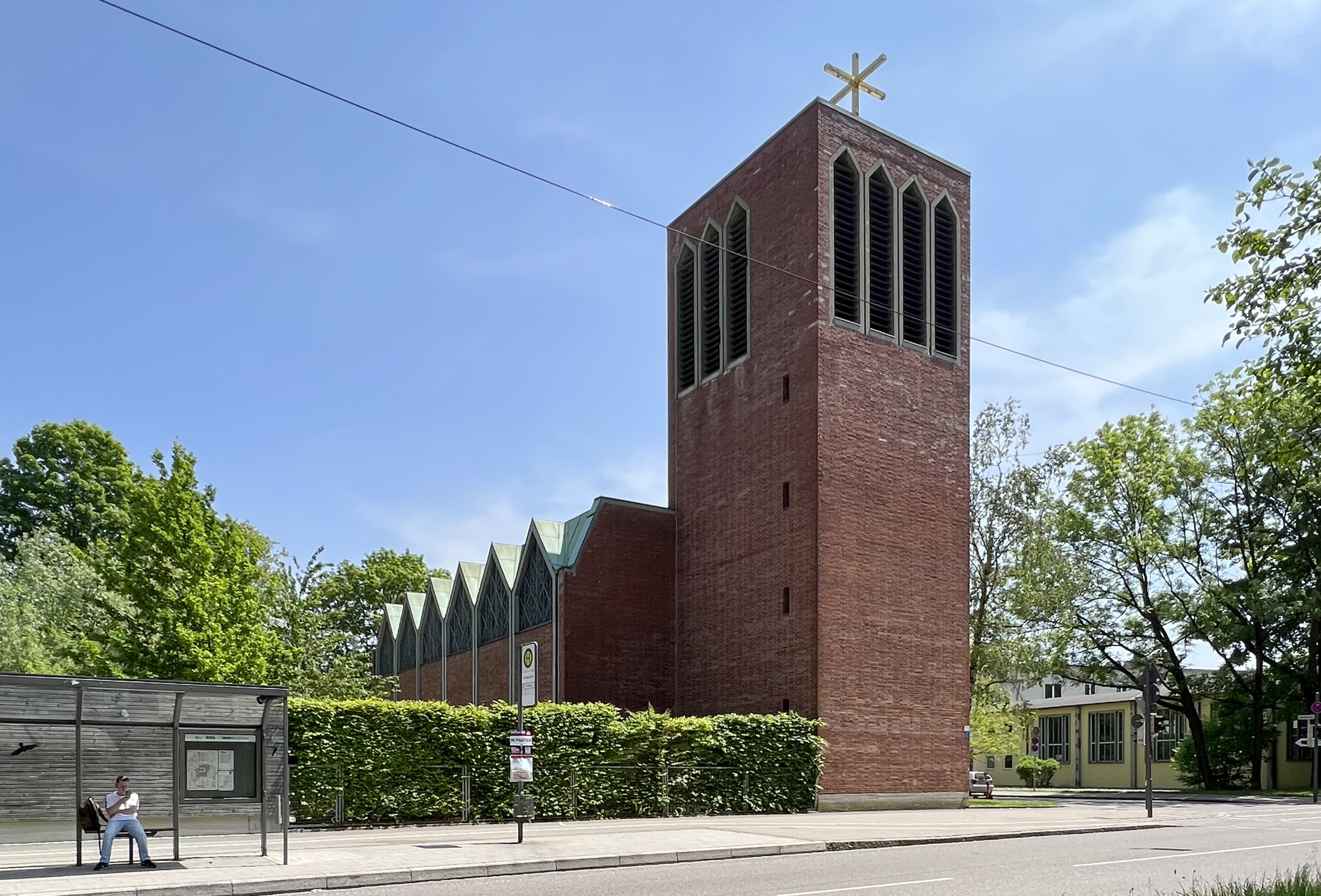
St. Petrus Augsburg-Lechhausen, Außenansicht

St. Petrus ist eine evangelische Kirche in Augsburg-Lechhausen und eine Gemeinde der Evangelisch-Lutherischen Kirche in Bayern.

## Geschichte
Im Jahr 1950 erwarb die Gemeinde St. Markus einen Bauplatz im Stadtbezirk Lechhausen-West zwischen Kolberg- und Soldnerstraße. 1954 wurde eine Kindertagesstätte errichtet, in der 14-täglich Gottesdienst gehalten wurde. Viele Gemeindeglieder waren Spätaussiedler aus Siebenbürgen und später der Sowjetunion. 
Schon bald entstand der Wunsch nach einem eigenen Kirchengebäude. 
1962 konnte dann der Grundstein für die St.-Petrus-Kirche gelegt werden. Mit der Ausarbeitung der Pläne für die neue Kirche war Architekt Wilhelm Wichtendahl, der bereits der Erbauer der St.-Lukas-Kirche in der Firnhaberau war, beauftragt. Die neuerbaute Kirche wurde am 23. Februar 1964 durch Oberkirchenrat Hans Schmidt und Landesbischof Hermann Dietzfelbinger eingeweiht.
Mit Urkunde des Landeskirchenrates vom 5. August 1969 trennte sich St. Petrus von St. Markus und wurde eine selbstständige Kirchengemeinde.  
1970 wurde der Posaunenchor St. Petrus gegründet. Das Pfarrhaus wurde 1972 in der Gaußstraße errichtet. 1972 wurde auch der Gemeindesaal unter der Kirche mit hoher Eigenleistung der Gemeindeglieder fertiggestellt.
2013 wurde die Kindertageseinrichtung abgerissen und neugebaut. Heute werden dort drei Kindergartengruppen und zwei Krippengruppen betrieben.

## Ausstattung
Der gesamte Kirchenraum wird von den blau-weißen Buntglasfenstern des Künstlers Erich Schickling geprägt, die an einem sonnigen Morgen den Kirchenraum in ein blaues Licht hüllen. Sie stellen einen Bezug zum Namenspatron St. Petrus her, der Fischer war und von Jesus zum „Menschenfischer“ berufen wurde (Lukas 5, 10). Die Fische erscheinen auch am Eingangsportal als Bronzegriffe der Türflügel und als betonierte Türgewände. An der Balkonbrüstung über dem Haupteingang befindet sich ein Betonrelief, das den sinkenden Petrus auf dem See (Matthäus 14, 24-33) darstellt.

## Orgel

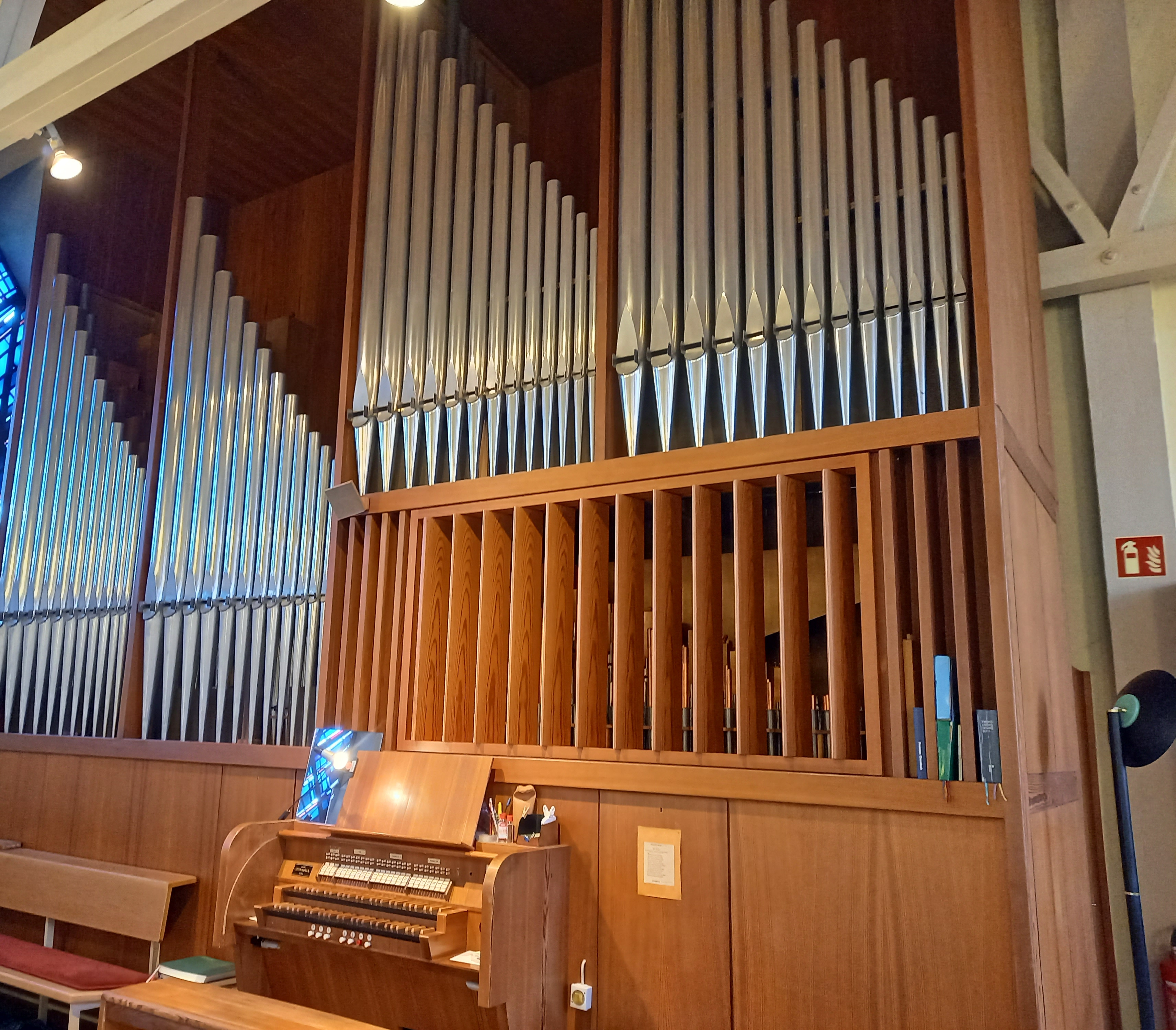
Orgel St. Petrus Lechhausen

Die Orgel stammt von der Orgelbaufirma G. F. Steinmeyer & Co. aus Oettingen und wurde 1966 als Opus 2143 errichtet.
| I Hauptwerk C–g3 |       |
| Prinzipal        | 8′    |
| Spillpfeife      | 8′    |
| Oktave           | 4′    |
| Blockflöte       | 4′    |
| Quinte           | 2 ⁄3′ |
| Waldflöte        | 2′    |
| Mixtur 4-5f.     | 1 ⁄3′ |

| II Brustwerk C–g3  |        |
| Gedeckt            | 8′     |
| Rohrflöte          | 4′     |
| Prinzipal          | 2′     |
| Hörnlein 2f.       | 1 3⁄5′ |
| Scharfzimbel 2–3f. | 1⁄2′   |
| Krummhorn          | 8′     |
| Tremulant          |        |

| Pedalwerk C–f1   |       |
| Untersatz        | 16′   |
| Prinzipal        | 08′   |
| Gedacktbaß       | 08′   |
| Gemsflöte        | 04′   |
| Glöckleinton 2f. | 02′   |
| Rauschpfeife 5f. | 2 ⁄3′ |
| Dulcian          | 16'   |

- Koppeln: II/I, I/P, II/P